# Большой Хельсинки
Большой Хельсинки (фин. Suur-Helsinki, швед. Storhelsingfors), или Хельсинкский регион (фин. Helsingin seutu, швед. Helsingforsregionen), а также меньший по площади Столичный регион (фин. Pääkaupunkiseutu, швед. Huvudstadsregionen) — названия, обозначающие регионы различных размеров вокруг Хельсинки — столицы Финляндии.
Они располагаются в южной части страны, вдоль Финского залива Балтийского моря. Меньший Столичный регион включает в себя города Хельсинки, Эспоо, Вантаа и Кауниайнен с общим населением 1,26 миллионов человек (2023). Регион является центром экономики, культуры и науки страны. 8 из 20 университетов Финляндии, а также большинство штаб-квартир компаний и правительственных учреждений расположены в Большом Хельсинки, кроме того, здесь находится главный авиационный хаб страны — аэропорт Хельсинки-Вантаа.
В 2014 году группа экспертов выступила с предложением о создании единого мегаполиса из городов Хельсинки, Вантаа, Эспоо и Кауниайнен вместе с Сипоо и южной частью города Туусула.
 Хельсинки Столичный регион Пригородный пояс

## Терминология
Говоря наиболее точно, Столичный регион состоит из 4 муниципалитетов со статусом города: Хельсинки, Вантаа, Эспоо и Кауниайнен.
Ещё 8 муниципалитетов обычно включаются в состав Большого Хельсинки, это Вихти, Керава, Киркконумми, Нурмиярви, Сипоо, Туусула, Хювинкяа и Ярвенпяа. В таком случае общее количество жителей возрастает до 1 295 955 человек (31 декабря 2008). Сипоо входит в Восточную Уусимаа, а все остальные — в Уусимаа.
Статистическое агентство Финляндии по состоянию на 31 декабря 2007 года определяло «пригородным поясом Хельсинки» (то есть местностью, многие жители которой работают в более крупном городе; фин. Helsingin työssäkäyntialue, швед. Helsingfors pendlingsområde) 24 муниципалитета с общей площадью 7 359,8 км² и 1 431 108 жителей.